# Televisió terrestre
La televisió terrestre o televisió per ones hertzianes és un mètode de lliurament de senyal de televisió, per ones radioelèctriques transmeses a través de l'espai. La radiodifusió televisiva terrestre es remunta als mateixos començaments de la televisió com un medi mateix amb la primera televisió pública de llarga distància que emetia des de Washington DC el 7 d'abril de 1927. A més a més de la transmissió en plans de vol alt que es movien en un bucle que utilitzava un sistema desenvolupat per George Westinghouse anomenat Stratovision, no hi havia virtualment cap altre mètode de lliurament de televisió fins als anys 1950, amb l'adveniment de televisió per cable o antena comunitària de televisió (CATV). El primer mètode no terrestre de transmissió de televisió, que transmetia un senyal que s'originava a partir d'una font terrestre tradicional, no va començar fins a l'ús de satèl·lits de comunicacions als anys 1960 i 1970.
Existeixen tres sistemes per la codificació en color en la transmissió de televisió analògica: el PAL, el SECAM i el NTSC. Als Estats Units i gran part de la resta d'Amèrica del Nord també, la televisió terrestre sofria una transformació revolucionària amb la final acceptació de la norma NTSC perquè el televisors emetessin en color el 1953. Més tard, l'Europa i la resta del món triaven entre el PAL el SECAM o adoptaven el NTSC.
A més a més a l'amenaça des de CATV, la televisió terrestre analògica és ara també subjecte a competència des de la televisió per satèl·lit i distribució de vídeo i contingut de pel·lícules per Internet. La tecnologia de televisió digital terrestre s'ha desenvolupat com a resposta a aquests desafiaments. La pujada de la televisió digital terrestre, especialment HDTV, pot marcar el final per la recepció de la televisió analògica. Les antenes receptores tradicionals comencen a rebre senyal codificat digitalment, de millor qualitat, fins i tot de més definició com la HDTV. L'amplada de banda del senyal digital és unes 5 vegades menor que l'analògic, i això significa més canals disponibles.
Al Regne Unit, les freqüències d'UHF es van utilitzar per primera vegada el 1964 amb la introducció de la BBC2 (com la 2 de TVE). La radiodifusió televisiva en freqüències de VHF es va deixar d'utilitzar el 6 de gener de 1985.
La televisió terrestre va deixar de retransmetre als Països Catalans (l'anomenada apagada analògica) entre finals de la primera dècada i inicis de la segona del s. XXI. Andorra fou el primer lloc a apagar-la, el dimecres 13 de Febrer de 2008, a Catalunya, el País Valencià, les Illes Balears i a la Franja de Ponent es va apagar el 31 de Març de 2010, a la Catalunya Nord el 2011 i a l'Alguer el 2012.